# Stalita inermifemur
Stalita inermifemur är en spindelart som beskrevs av Roewer 1931. Stalita inermifemur ingår i släktet Stalita och familjen ringögonspindlar. Inga underarter finns listade i Catalogue of Life.